# Doña Flor y sus dos maridos (novela)
Doña Flor y sus dos maridos (Dona Flor e seus dois maridos) es una de las novelas más conocidas del escritor brasileño Jorge Amado, miembro de la Academia Brasileña de Letras. Se publicó en 1966 y ha sido adaptada al cine en la película del mismo nombre, al teatro y en televisión.
El libro incluye palabras y descripciones bastante realistas de la vida bohemia de Salvador de los años 40, con pasajes sobre comida y remedios, el libro es extenso y apela a la nostalgia de la vida cotidiano del pasado bahiano.

## Resumen
Doña Flor, directora de una prestigiosa escuela de cocina de Bahía, se ha casado dos veces. La primera con Vadinho, un juerguista impenitente, conocido en todos los bares y burdeles de la ciudad y excepcional e insaciable amante. Cuando muere, a causa de sus excesos, su esposa vuelve a casarse.
Pero Teodoro, su segundo marido, es todo lo contrario. Se trata de un farmacéutico cuarentón, rígido y pudoroso, que lleva una vida impecable. Pero, al año de esta segunda boda y para susto de doña Flor, el travieso espíritu del encantador Vadinho reaparece con la misma fogosidad sexual de antaño.
La dama se verá ante la disyuntiva de elegir entre rechazar los impetuosos apetitos de su primer marido y mantenerse fiel al segundo o aceptarlos ya que, al fin y al cabo, él también es su esposo. Así, optará por la segunda opción que le proporciona la formalidad de Teodoro y el goce de Vadinho.
En la novela hay otro rasgo muy destacable y siempre presente en la obra de Amado: las artes culinarias y el goce para los sentidos que ellas suponen, siempre en estrecha relación con el erotismo y la mitología local. En suma, una hermosa novela costumbrista pero cargada de ironía, lirismo, algo de sátira social y un verdadero derroche de sensualidad.

## Adaptaciones
En 1976, la novela de Amado fue adaptada al cine por el director Bruno Barreto, protagonizada por Sônia Braga, José Wilker y Mauro Mendonça.En 1983, en Buenos Aires, se estrenó una versión teatral protagonizada por Ana María Cores, Adrián Ghío y Villanueva Cose, dirigido por José María Paolantonio, la cual provocó una fuerte polémica por su erotismo durante la dictadura. En 2019, se estrenó una nueva adaptación a telenovela, protagonizada por Ana Serradilla, Joaquín Ferreira y Sergio Mur.